# Ермиония Ефесская
Ермиони́я (др.-греч. Ἑρμιόνη, † ок. 117) — раннехристианская мученица. В Великих четьи-минеях Ермиония называется Иермиония.

## Жизнеописание
Ермиония Ефесская, согласно Минологию Василия II, — дочь апостола Филиппа диакона. В Деяниях святых апостолов говорится о том, что апостол Филипп имел четырёх дочерей, обладавших даром пророчества: «А на другой день Павел и мы, бывшие с ним, выйдя, пришли в Кесарию и, войдя в дом Филиппа благовестника, одного из семи [диаконов], остались у него. У него были четыре дочери девицы, пророчествующие.» (Деян. 21:8—9). Согласно сочинениям X века: Синаксарю Константинопольской церкви и Минологию Василия II, Ермиония и её три сестры жили во время правления императора Траяна. Вместе со своей сестрой, имя которой Евтихида (др.-греч. Εὐτυχίδα) или Евтихия (др.-греч. Εὐτυχής), Ермиония отправились во Эфес для того, чтобы найти и почтить апостола Иоанна Богослова, но не застали его, так как он умер. Здесь, согласно Прологу, они находят ученика апостола Павла Петрония и, подражая ему во всём, становятся его ученицами. Ермиония, владея врачебным искусством, оказывает помощь многим христианам и силою Христовой исцеляет болезни. Когда сёстры находились во Эфесе, то в город прибыл василевс Траян, который шёл войной на персов. Император приказал схватить Ермионию. Он безуспешно попытался убедить Ермионию отречься от Христа, император приказал бить её по лицу. Ермиония предсказывает императору Траяну победу над персами и переход власти к его зятю Адриану. Ничего не добившись, Траян отпускает Ермионию; а сам приносит раскаяние. Ермиония живёт во Эфесе и продолжает заниматься исцеленем людей. При императоре Адриане Ермиония вновь была схвачена и претерпела многие пытки: её бросали в котёл с расплавленным серой и оловом, нещадно били, клали на раскалённую сковороду. Но Ермиония осталась невредима, после этого император приказал отрубить ей голову. У палачей: Феодула и Тимофея отсохли руки, но когда они уверовали во Христа, то Ермиония исцелила их. Согласно Синаксарю Константинопольской церкви Ермиония умерла в мире и была похоронена в Эфесе. Согласно Минологию Василия II Ермиония, её сестра Евтихия, уверовавшие во Христа палачи были все вместе обезглавлены.